# Kao the Kangaroo
Kao the Kangaroo (пол.Kangurek Kao) — серія відеоігор-платформерів розроблена та видана польською студією Tate Multimedia. Головний герой Као, молодий австралійський кенгуру, одягнений у боксерське спорядження.

## Основна серія
| 2000 | Kao the Kangaroo          |
| 2001 | Kao the Kangaroo (GBA)    |
| 2002 |                           |
| 2003 | Kao the Kangaroo: Round 2 |
| 2004 |                           |
| 2005 |                           |
| 2006 |                           |
| 2007 |                           |
| 2008 |                           |
| 2009 |                           |
| 2010 |                           |
| 2011 |                           |
| 2012 |                           |
| 2013 |                           |
| 2014 |                           |
| 2015 |                           |
| 2016 |                           |
| 2017 |                           |
| 2018 |                           |
| 2019 |                           |
| 2020 |                           |
| 2021 |                           |
| 2022 | Kao the Kangaroo          |

### Kao the Kangaro(2000)
Перша частина франшизи, видана Titus Interactive для Microsoft Windows і Dreamcast 23 листопада 2000 року. Версія гри для ПК була випущена польською, англійською та чеською мовами. Консольна версія Dreamcast містить лише англійський переклад. 11 грудня 2001 року було випущено порт для Game Boy Advance, який є зовсім іншою грою, попри ту саму назву.

### Kao the Kangaroo: Round 2(2003)
Продовження «Kao the Kangaroo: Round 2», було випущено 4 листопада 2003 року для Windows і 15 квітня 2004 року для Xbox, PlayStation 2 і Nintendo GameCube. Вийшов польською, англійською та німецькою мовами. Дія гри розгортається в п'яти землях, і в кожній з них гравцеві належить зіткнутися з одним із помічників Мисливця — головного антагоніста серії. Крім того, під час гри герой повинен звільнити тварин з пастки й зібрати 3000 дукатів, щоб підкупити Босмана в Темних Доках і розправитися з Хантером.

### Kao the Kangaroo: Mystery of the Volcano(2005)
Третя частина серії, Kao the Kangaroo: Mystery of the Volcano була випущена ексклюзивно для Windows 2 грудня 2005 року. Сюжет розгортається на острові з гігантським вулканом. Као отримує нові навички та п'ятьох напарників, які допомагають йому на шляху.

### Kao the Kangaroo(2022)
У 2020 році була анонсована гра, яка стане перезапуском серії, прем’єра якої відбулася 27 травня 2022 року. Гра була випущена на ПК під Windows, PlayStation 4, PlayStation 5, Xbox One, Xbox Series X/S і Nintendo Switch. Као повертається після 16-річної перерви й у пошуках своєї зниклої сестри повинен пробиватися крізь ворогів, яких називають «майстрами боротьби». Гра мала зберегти дух оригінальних ігор, але мати більш сучасний вигляд.

## Спінофи

### Kao Challengers
Спіноф серії вийшов 28 жовтня 2005 року для консолі PlayStation Portable. Це розширена версія другої частини серії — Kao the Kangaroo: Round 2. Гра пропонує додаткову землю, нових ворогів і додаткового боса. Крім того, реалізовано багатокористувацький режим, в якому можна грати в онлайні до чотирьох гравців, а в поодинокому режимі накопичені дукати зберігаються.